# Clemens Grohe
Clemens Clement Grohe (* 31. Januar 1829 in Neustadt; † 7. Juni 1900 in Rhodt) war ein deutscher Kaufmann und Politiker.

## Leben und Beruf
Der Kaufmann Clemens Grohe beteiligte sich an der Revolution 1848/49 und floh nach deren Niederschlagung nach Amerika. Zwei Jahre später kehrte er zurück und siedelte 1852 nach Ludwigshafen über. Dort übernahm er die Agentur der Niederländischen, später der Köln-Düsseldorfer Dampfschiffahrtsgesellschaft.

## Politik
Von 1858 bis 1868, von 1875 bis 1879 und von 1885 bis 1889 gehörte Grohe dem Stadtrat von Ludwigshafen am Rhein an. Von 1875 bis 1887 war er für die Nationalliberalen Mitglied der bayerischen Kammer der Abgeordneten.